# Haho de Maui
Haho de Maui (hawaiano: Haho o Maui; circa 1098, Hawái — ?) era el segundo rey de la isla de Maui en antiguo Hawái.
Se le menciona en las leyendas y cantos antiguos.
Haho fue el hijo del rey Paumakua de Maui y de su mujer, la reina Manokalililani, la hija de Hoʻohokukalani y la hermana de Paumakua.
El rey Haho se casó con Kauilaʻanapa (también conocida como Kauilaianapu).
Su hijo era el rey Palena de Maui, quien se casó con Hikawai, la hija de Kauilaʻanapa y de su otro marido Limaloa-Lialea.

## Haho y política
Haho era el fundador de la institución llamada Aha-Aliʻi.